# Feuerschwanz
Feuerschwanz ist eine deutsche Mittelalter-Rock- und Metal-Band aus dem Raum Erlangen, die 2004 gegründet wurde.

## Geschichte

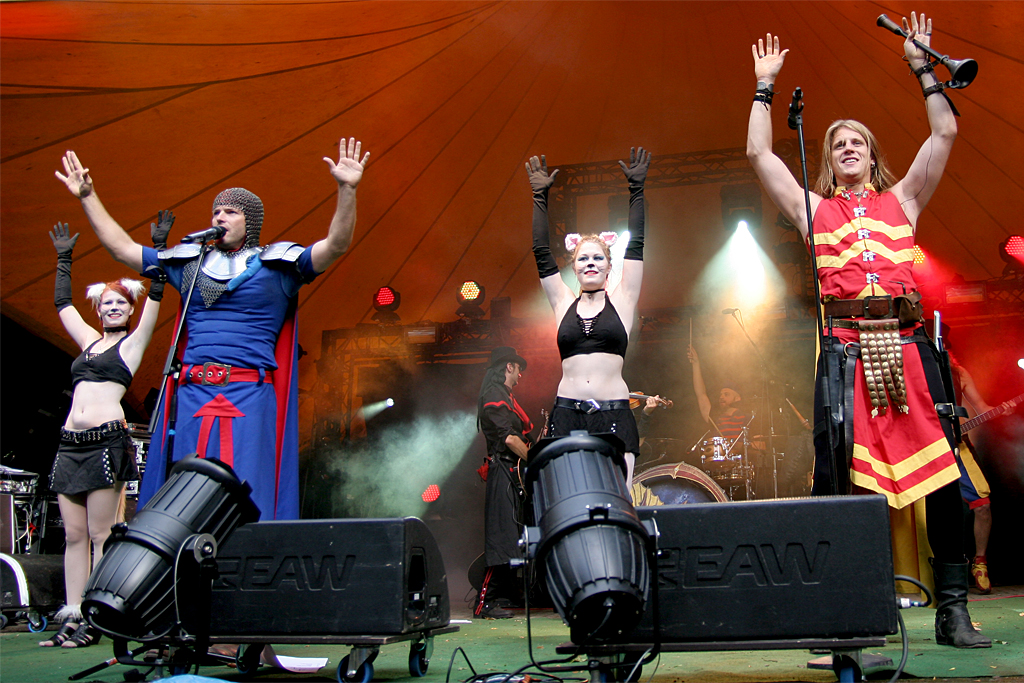
Feuerschwanz auf dem Feuertal-Festival 2012 mit zwei „Miezen“

Die eigentliche Idee zur „Mittelalter Folk Comedy“ kam Peter Henrici (* 1971)
schon im Jahr 2000. Er empfand einen Großteil der Mittelalterszene als zu humorlos und tabuisiert und beschloss, in der Tradition von J.B.O. eine Parodieband zu gründen. Die Realisierung der Pläne begann, als Tobias Heindl, der Geiger der Folk-Rock-Band Fiddler’s Green, das erste Material hörte und sich dafür begeisterte. So gründeten die beiden gemeinsam mit dem Bassisten Andre Linke die Band Feuerschwanz. Alle drei gaben sich für das Projekt Pseudonyme: „Hauptmann Feuerschwanz“ (Henrici), „Walther von der Vögelweide“ (Heindl) und „Eysye“ (Linke). Als weitere Musiker waren Henricis Kollegen von Merlons Lichter beteiligt. Am 15. Mai 2004 gab die Band im Erlanger Omega ihr Debüt. Nach diesem Konzert stand die junge Band jedoch bereits wieder vor dem Aus. Bis auf Henrici, Linke und Heindl verließen die übrigen Musiker die Gruppe, da sie sich mit dem humoristischen Konzept nicht identifizieren konnten.
Bereits wenige Wochen nach dem Debütkonzert stieß Bastian Brenner („Richard Hodenherz“, Flöten und Schalmeien) dazu, und Jan Schindler („Knappe Latte“) nahm hinter den Trommeln Platz; später wechselte dieser an den Bass. In der folgenden Zeit spielte die Band neben Auftritten auf Mittelaltermärkten auch als Vorgruppe von Fiddler’s Green und wurde so in der Mittelalterszene zunehmend bekannter. Im November 2005 wurde das erste Album Prima Nocte veröffentlicht. Nach Veröffentlichung des Albums verließ Tobias Heindl die Band allerdings wieder. Für ihn kam noch 2005 Stephanie Pracht (Geige, Drehleier), bis 2008 als „Johann von der Vögelweide“, dann als „Johanna von der Vögelweide“.
Im Januar 2007 verließ Bastian Brenner Feuerschwanz, nachdem er seit September 2006 auch als „Cordoban der Verspielte“ bei Saltatio Mortis auf der Bühne stand. Für ihn stieß Marina Regler („Ronja Hodenherz“) zur Band. Im Juni desselben Jahres wurde das zweite Album unter dem Titel Met und Miezen herausgebracht, auf dem als Gastmusiker auch ehemalige Mitglieder mitwirkten. Von November 2007 bis März 2008 war Feuerschwanz gemeinsam mit Saltatio Mortis auf Tour. Im April folgte ein Konzert im E-Werk in Erlangen, das letztlich in Form der Live-CD Drachentanz – Live im Oktober 2008 erschien. Inzwischen war Gitarrist Hans Platz (der zuvor u. a. bei Bands wie Cyrus Dance, Damn Nero oder Sushifarm aktiv war) unter dem Pseudonym „Hans der Aufrechte“ in die Band eingestiegen.
Im April 2009 stieg Gründungsmitglied Linke aus der Band aus. Das vierte Studioalbum der Band mit dem Titel Wunsch ist Wunsch erschien am 18. März 2011 und erreichte Platz 95 der deutschen Albumcharts. Diesem folgte auch eine Tour durch Deutschland und Österreich. Am 31. August 2012 erschien das fünfte Studioalbum Walhalligalli, das auf Platz 37 in den deutschen Albumcharts einstieg.
Am 25. April 2014 gab die Band ihr 10-jähriges Jubiläumskonzert im E-Werk Erlangen, welches schon nach kurzer Zeit ausverkauft war. Während des Auftrittes gab „Hauptmann Feuerschwanz“ bekannt, dass Jan Schindler die Band verlassen werde und „Felix Taugenix“ seinen Platz am Bass einnehmen wird. Anlässlich des Jubiläums erschienen Veit „Vito C.“ Kutzer (J.B.O.), Thomas Lindner (Schandmaul) und Tobias Heindl (Fiddler’s Green) auf der Bühne, um gemeinsam mit Feuerschwanz einige Lieder zu spielen. Das Konzert wurde aufgezeichnet und später als DVD veröffentlicht. Außerdem gab die Band bekannt, dass im Herbst 2014 ein neues Studioalbum erscheinen werde.

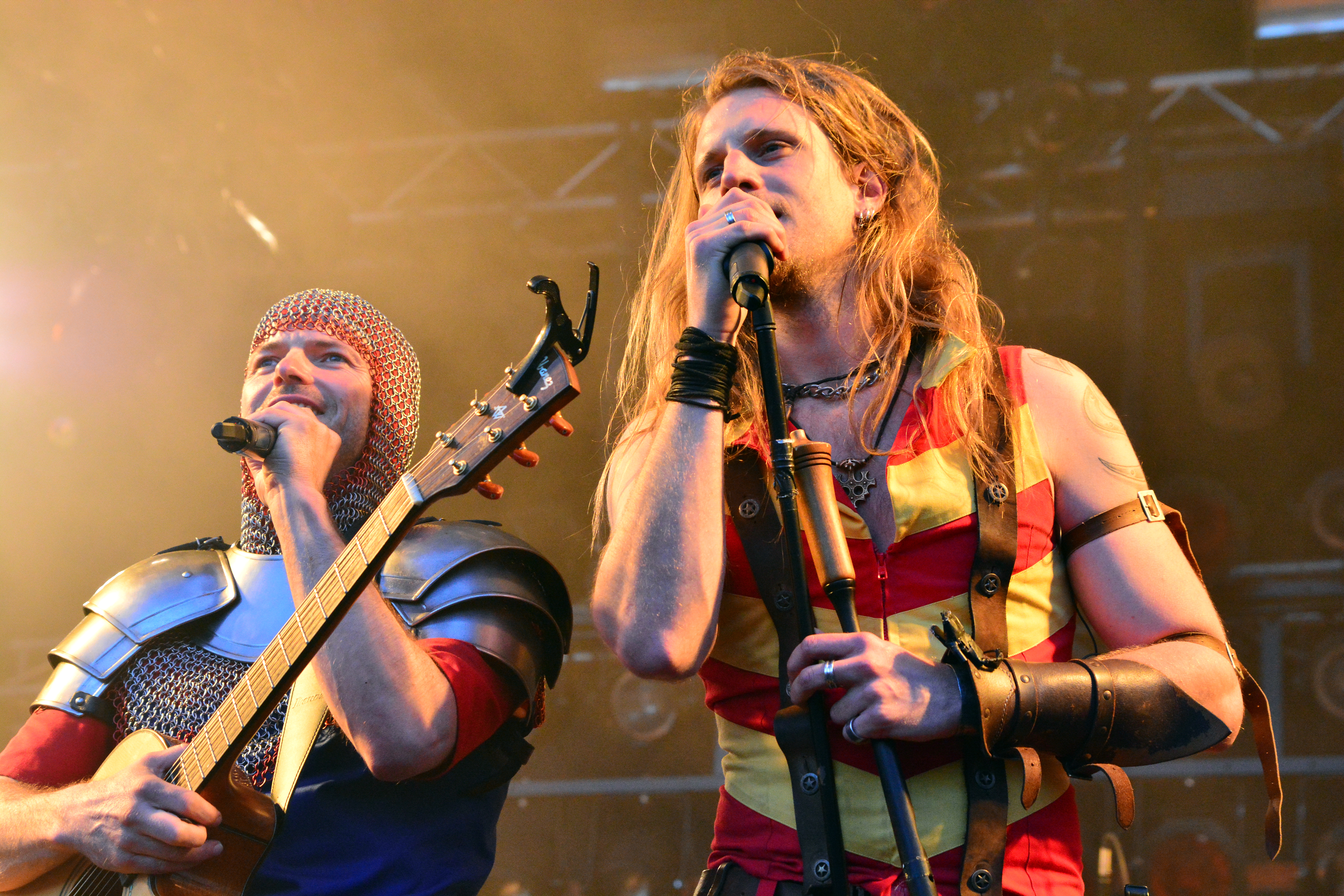
„Hauptmann“ und „Hodi“ (2015)

Im Mai 2015 wurde die Band vom Fairytale Festival, veranstaltet durch den AStA der Universität Osnabrück, durch diesen ausgeladen, um „sicherheitsgefährdende Proteste“ zu verhindern. Der Band waren frauenfeindliche und sexistische Texte vorgeworfen worden, Kompromissvorschläge des AStAs wurden von Autonomen Referaten abgelehnt. Die Band reagierte mit Unverständnis und Empörung darauf und betonte den satirischen Aspekt ihrer Texte. Des Weiteren sprach sie von „unglaublichen Unterstellungen“ und einer Einschränkung der Kunstfreiheit. Wegen Rufmords und Verleumdung behielt sich Feuerschwanz rechtliche Schritte vor.
Im August 2016 veröffentlichten Feuerschwanz ihr siebtes Studioalbum Sex is Muss. Der Titel des Albums und einzelne Lieder und Textpassagen sollen dabei durchaus als Antwort auf oben genannte Vorwürfe betrachtet werden. Im Dezember 2017 gab Bassist Felix Taugenix seinen Austritt aus den Bands Feuerschwanz und dArtagnan bekannt; sein letztes Konzert spielte er am 5. Januar 2018. Den Platz am E-Bass nahm Jarne Hodinsson ein.
2018 erschien das achte Studioalbum Methämmer. Als bislang erfolgreichstes Album der Band erreichte dieses Rang 6 der deutschen Charts. Im Juni 2019 unterzeichnete die Band einen neuen Plattenvertrag bei der Firma Napalm Records und feierten ihr 15-jähriges Bandjubiläum auf der Metfest Tour im Dezember 2019.
Im Mai 2020 veröffentlichte die Band als Vorabauszug aus dem wenig später erschienenen neunten Album Das elfte Gebot mit einer Coverversion von I See Fire erstmals ein Lied mit englischem Text, das die Band auch im ZDF-Fernsehgarten vortrug. Zur Veröffentlichung des Albums am 26. Juni 2020 veranstaltete die Band unter dem Namen 11:O:A ein über Youtube gestreamtes Open-Air-Konzert auf Burg Abenberg, bei dem aber wegen der Veranstaltungsverbote aufgrund der COVID-19-Pandemie in Deutschland keine Zuschauer anwesend waren; das Konzert wurde über eine Crowdfunding-Kampagne finanziert. Das elfte Gebot war das erste Album der Band, das auch als Schallplatte veröffentlicht wurde. Es gibt auch eine Extended Edition des Albums, die auf einem zusätzlichen Tonträger sieben Coverversionen enthält („Die sieben Todsünden“). Zu elf der Lieder auf diesem Album wurden Musikvideos veröffentlicht, wobei für die Coverversion I See Fire sogar zwei Videos – nämlich je eines zur Studio- und zur Live-Version (mit Thomas Winkler) – veröffentlicht wurden.
Am 9. Juni 2021 verkündete die Band auf ihren Social-Media-Kanälen, dass der langjährige Schlagzeuger Robert Gruss (alias Sir Lanzeflott) die Band mit sofortiger Wirkung verlassen wird. Da noch kein Nachfolger feststehe, werde der Platz am Schlagzeug bei anstehenden Konzerten von verschiedenen Gastmusikern übernommen. Am 14. August 2021 gab die Band Megaherz den Ausstieg ihres Schlagzeugers Rolf Hering bekannt, mit der Begründung, dass er ab sofort bei Feuerschwanz Schlagzeug spielt. Die Band gab dies offiziell am 10. September 2021 auf den Social-Media-Kanälen bekannt.
Am 15. August 2021 trat Feuerschwanz mit einem Medley aus Das Elfte Gebot und einer Coverversion des Songs Hier kommt Alex der deutschen Punkband Die Toten Hosen erneut im ZDF-Fernsehgarten auf.
Das zehnte Studioalbum Memento Mori (lat.: „Sei dir der Sterblichkeit bewusst“) erschien am 30. Dezember 2021. Da im Zeitraum der Aufnahmen für dieses Album die Position des Schlagzeugers in der Band vakant war, spielte der Produzent Simon Michael die Schlagzeugaufnahmen ein. Das Album erreichte nach der Veröffentlichung direkt den ersten Platz in den deutschen Album-Charts.
Die Band war auf dem Titelbild der Juli-Ausgabe 2023 der Zeitschrift Metal Hammer.
Das elfte Studioalbum Fegefeuer ist am 21. Juli 2023 erschienen und erreichte in den offiziellen deutschen Charts am 28. Juli 2023 den ersten Platz.
Im Mai 2024 veröffentlichte die Band das Album Warriors, das neben zwölf englischer Versionen bereits veröffentlichter Lieder mit The Unholy Grail auch ein neues Lied enthielt.
Am 14. Dezember 2024 feierte Feuerschwanz das zwanzigjährige Bandjubiläum mit dem Konzert "Das größte Metfest aller Zeiten" vor ca. 6000 Fans in der Essener Grugahalle. Als Vorbands spielten die Illumishade und Die Apokalyptischen Reiter. Mit dabei waren wieder zahlreiche Gastmusiker und Gastmusikerinnen:  Fabienne Erni von Eluveitie und Illumishade, Dag von SDP, Vito C. von JBO, Melissa Bonny und als besondere Überraschung Miracle Of Sound, nach dessen eigener Aussage dies der erste Liveauftritt nach langer Bühnenabstinenz war.
2025 bewarb sich die Band erfolgreich für den Deutschen Vorentscheid Chefsache ESC – Wer singt für Deutschland? und erreichte dort das Finale, welches am 1. März 2025 auf Das Erste ausgestrahlt wurde. In der finalen Juryentscheidung schaffte es die Band nicht ins Finale der besten fünf Teilnehmer mit dem entscheidenden Televoting.

## Stil
Feuerschwanz besingt verschiedene Themen, in denen nicht nur vermeintliche mittelalterliche Berufsstände und Bräuche wie Prima Nocte (Albumtitel), sondern auch klassische Märchen neu interpretiert werden. Die Band, die ihren Stil auf den früheren Alben selbst als „Mittelalter-Folk-Comedy“ bezeichnete, reduziert die Thematik aber meist auf eine triviale, frivole und hedonistische Kernbotschaft. Die Texte sind oft derb oder gar zotig.
Die Feuerkantate und der Bärentanz, bei denen es sich um Neubearbeitungen traditioneller mittelalterlicher Melodien handelt, zählen zu den wenigen rein instrumentalen Stücken der Band.
Neben den selbstgeschriebenen Stücken enthält das Repertoire von Feuerschwanz auch einige Lieder, die ursprünglich aus der Feder anderer Bands stammen. So wurde das bekannte Herren der Winde von Schandmaul ebenso parodiert wie Verteidiger des wahren Blödsinns von J.B.O., das Feuerschwanz unter dem Titel Verteidiger des wahren Mets zum Besten gibt.
Ein weiteres Thema, das immer wieder Eingang in die Texte findet und auch ein Teil des Bandmottos ist, ist der Met: Im namensgebenden Stück des zweiten Studioalbums Met & Miezen wird er ebenso besungen wie in den Liedern Sauflied, Teufelsgeschenk, Metmaschine, Metnotstand im Märchenland, Metfest oder Lords of Powermet. Des Weiteren wird eine Saga um den Krieger des Mets erschaffen und in Methämmer wird er als Teil von Freimaurer-ähnlichen Ritualen besungen.
Anfangs konnte die Musikrichtung von Feuerschwanz hauptsächlich dem Mittelalter-Rock zugeordnet werden. Mit den Alben Methämmer, Das elfte Gebot und Memento mori wird ihr Musikstil allerdings zunehmend durch Metal-Einflüsse geprägt.
Ein früheres Merkmal der Band und ihrer Wirkung waren die so genannten „Miezen“. Dabei handelte es sich um als katzenartige Wesen geschminkte und verkleidete Frauen, die als Tänzerinnen und Animateure dienten. Am 31. Januar 2025 verkündete die Band auf Instagram, dass die „Miezen“ nun Schildmaiden sind, um das Frauenbild, welches die Band unterstützt, zu modernisieren.

## Bandmitglieder

Feuerschwanz live auf ihrer Fegefeuer-Tour 2024
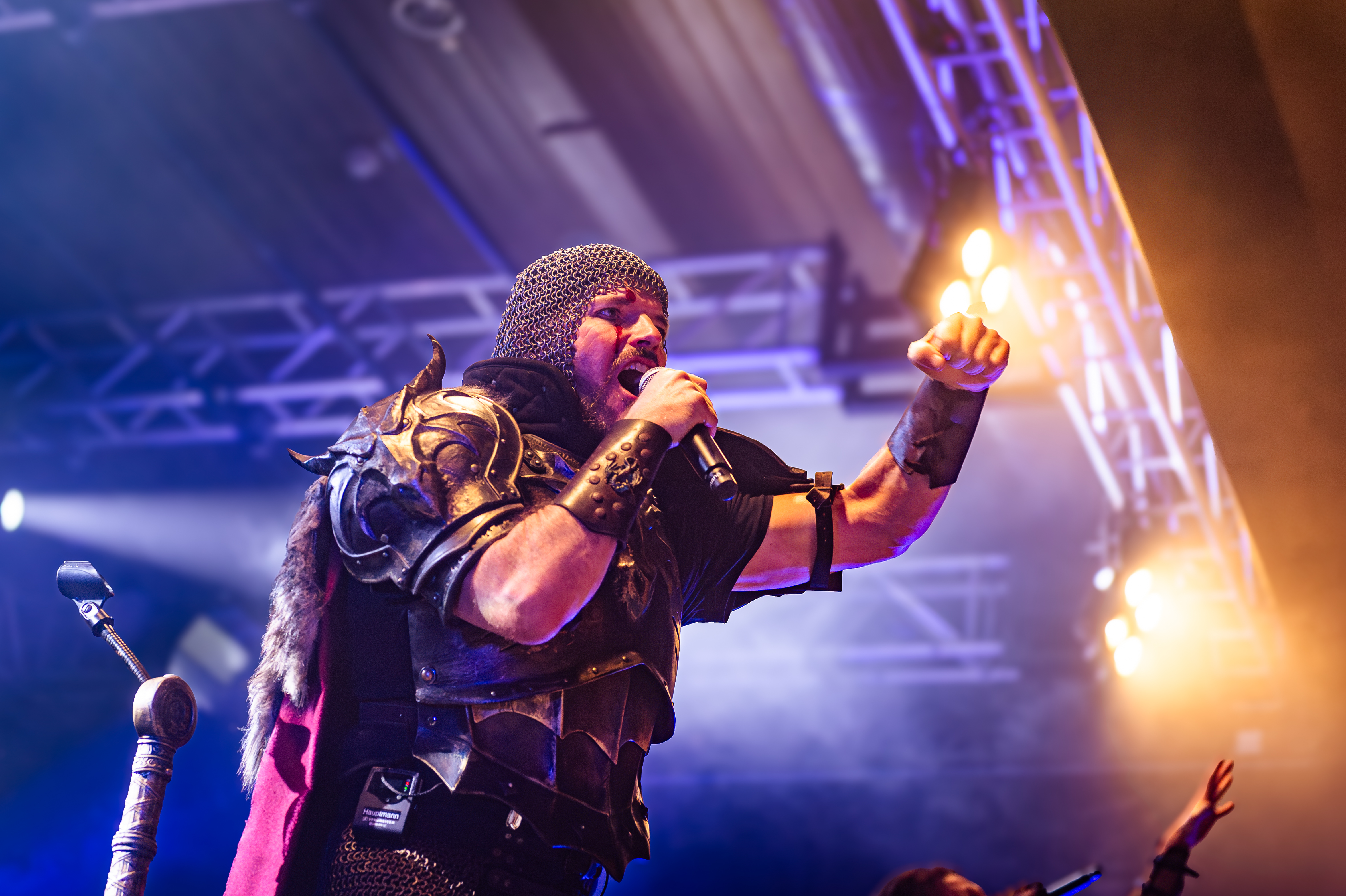
Sänger und Gitarrist Hauptmann alias Peter Henrici
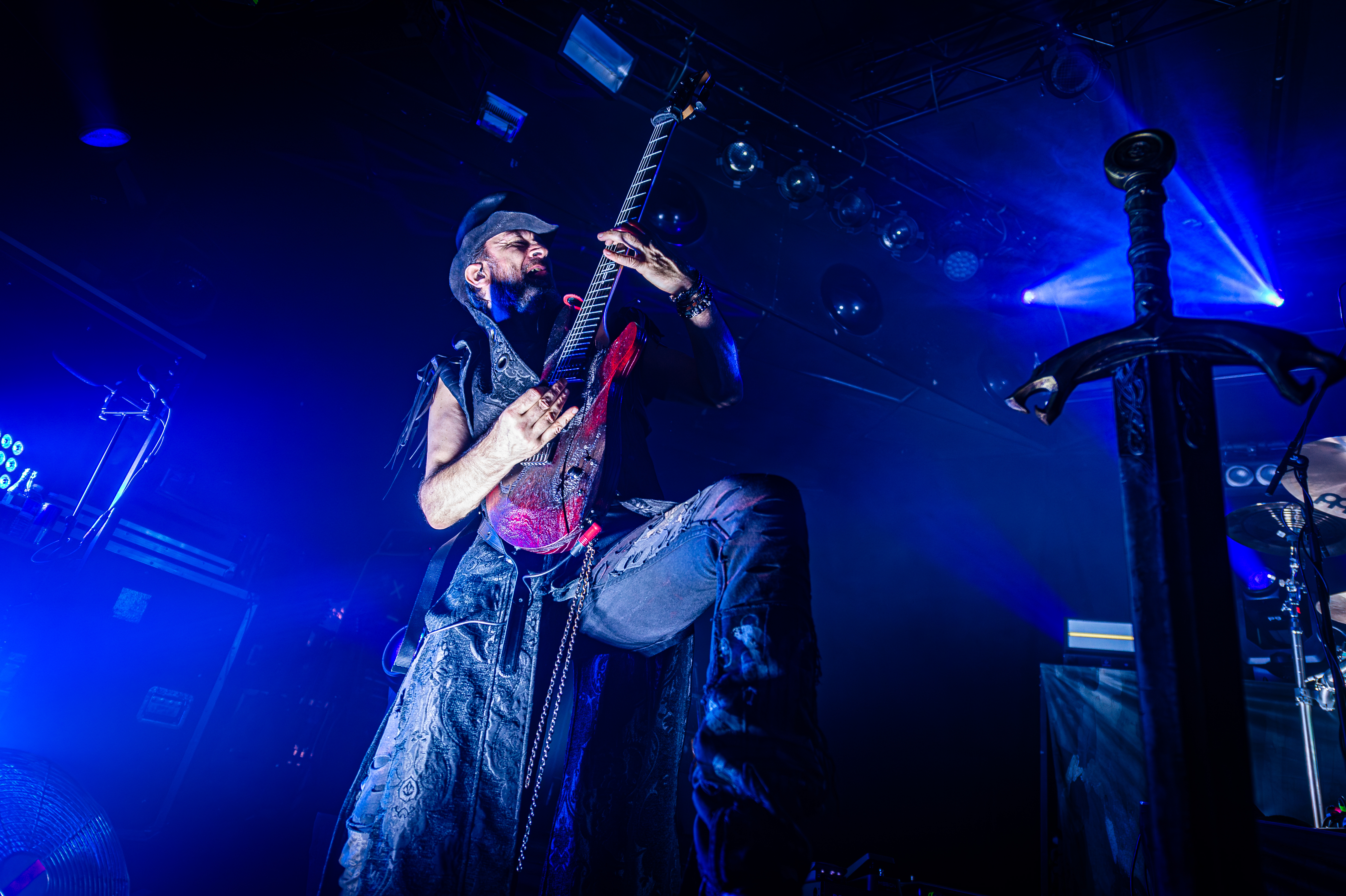
Gitarrist Hans alias Hans Platz
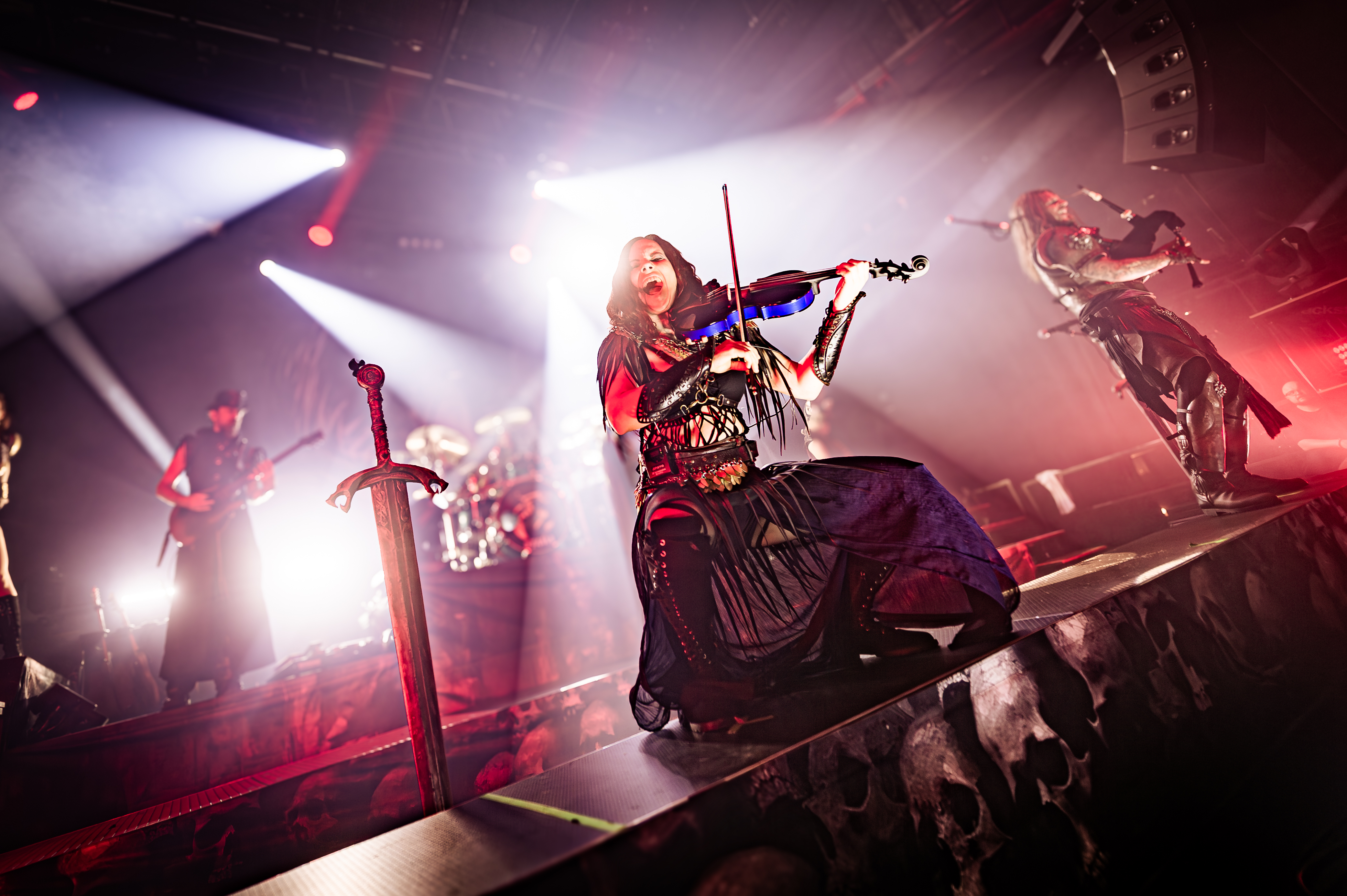
Geigerin und Drehleierspielerin Johanna alias Stephanie Pracht
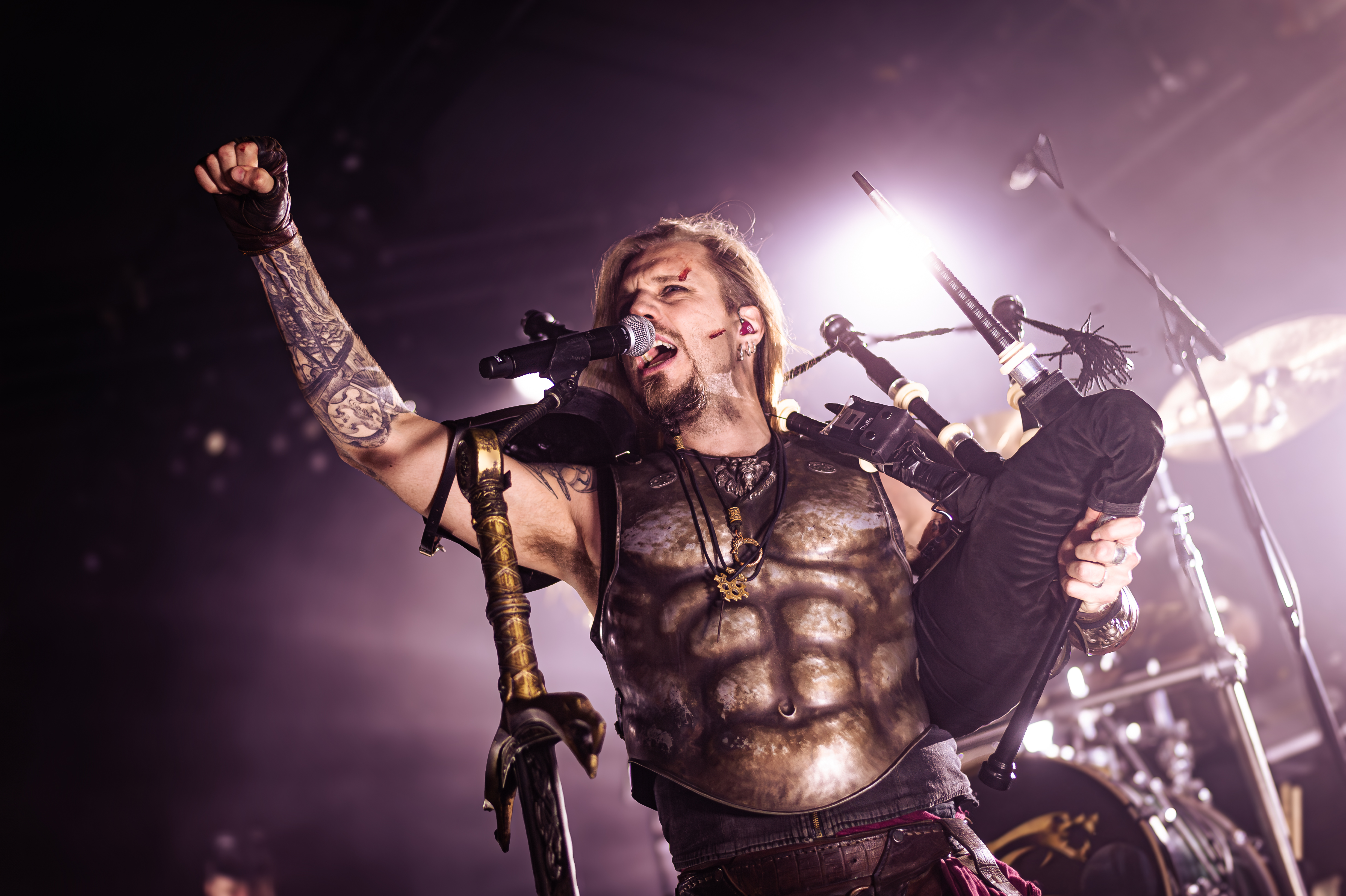
Blasinstrumentespieler und Sänger Hodi alias Ben Metzner
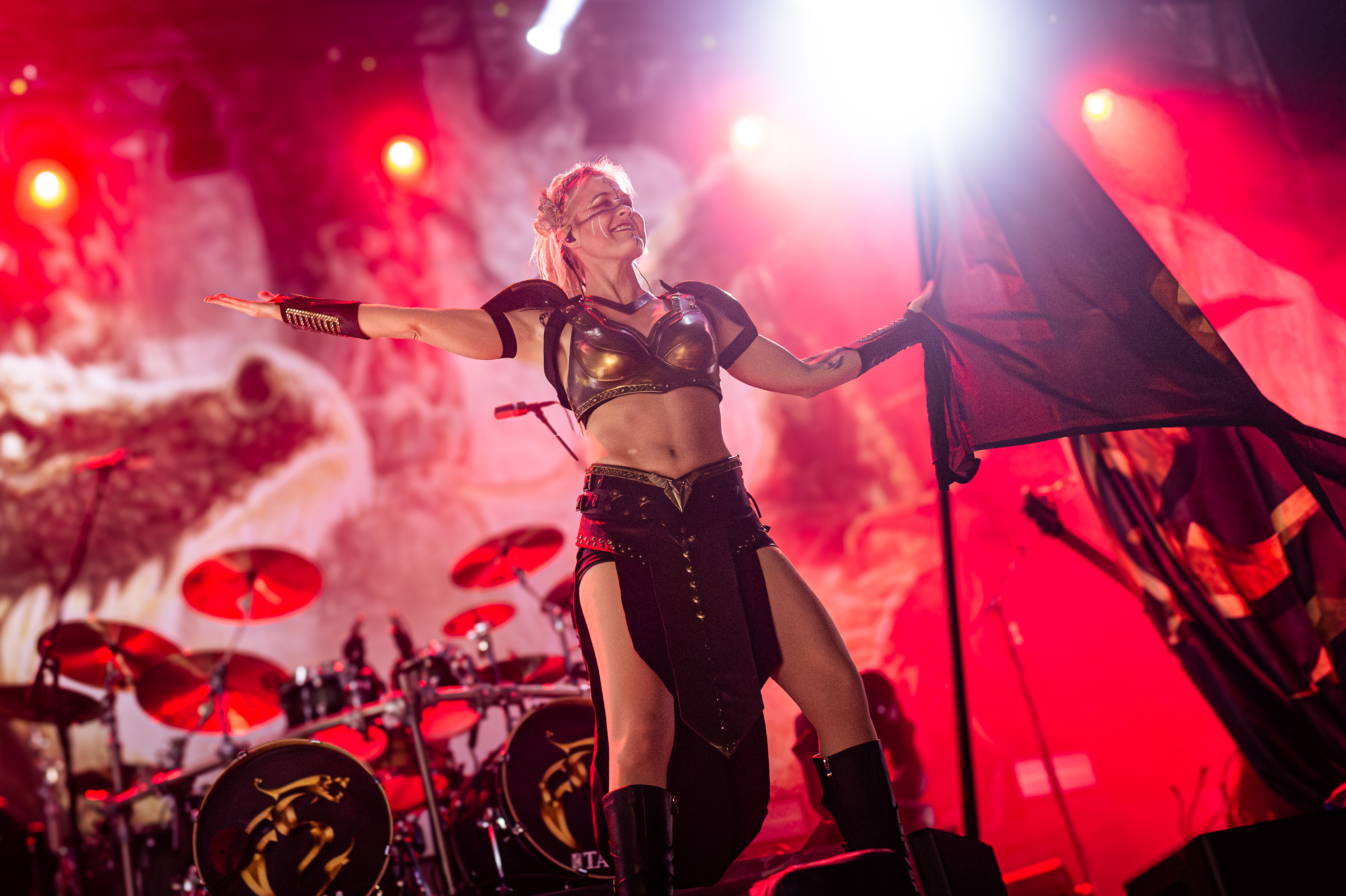
Schildmaid Hela
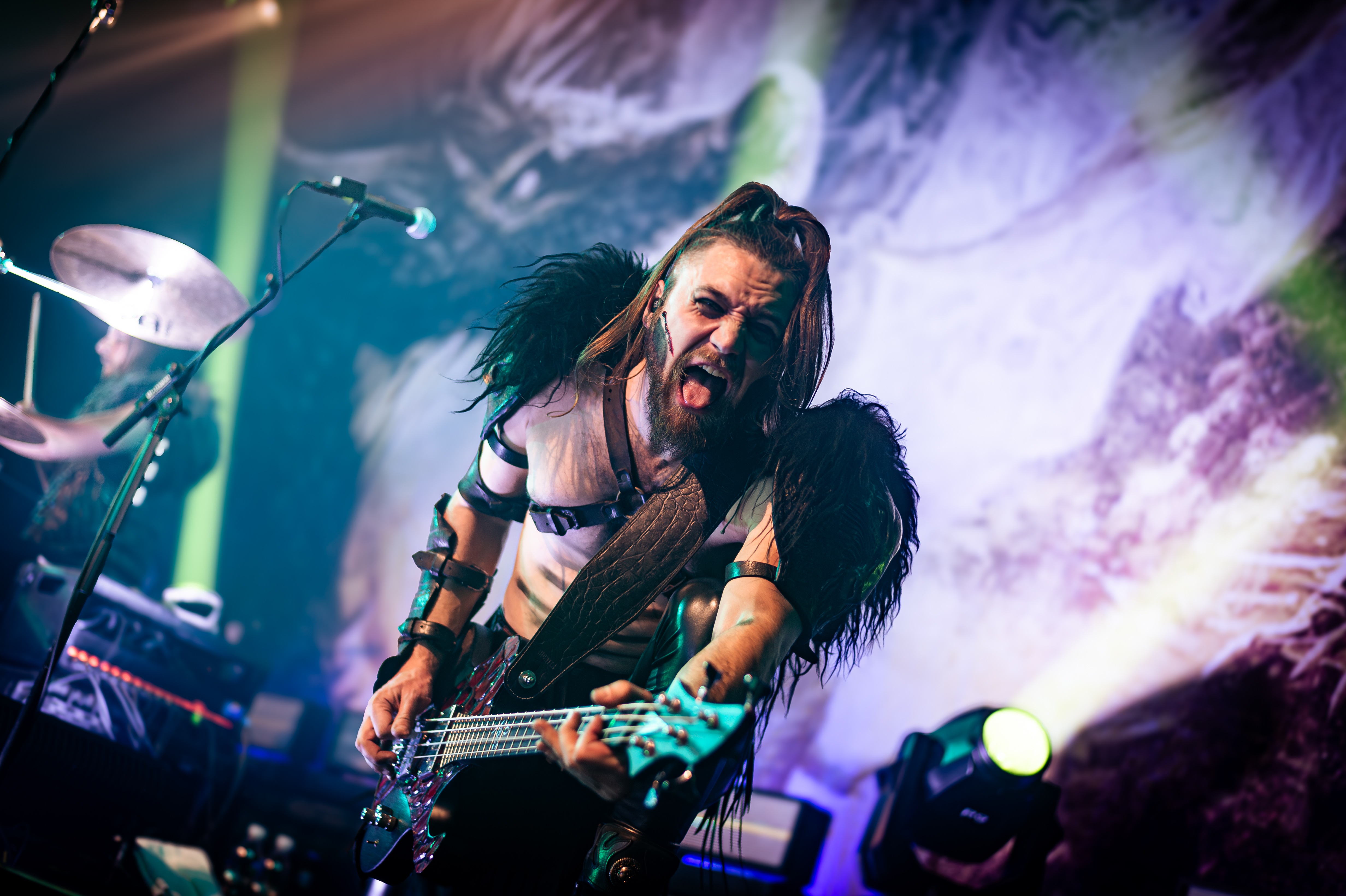
Bassist Jarne alias Jan Beelte
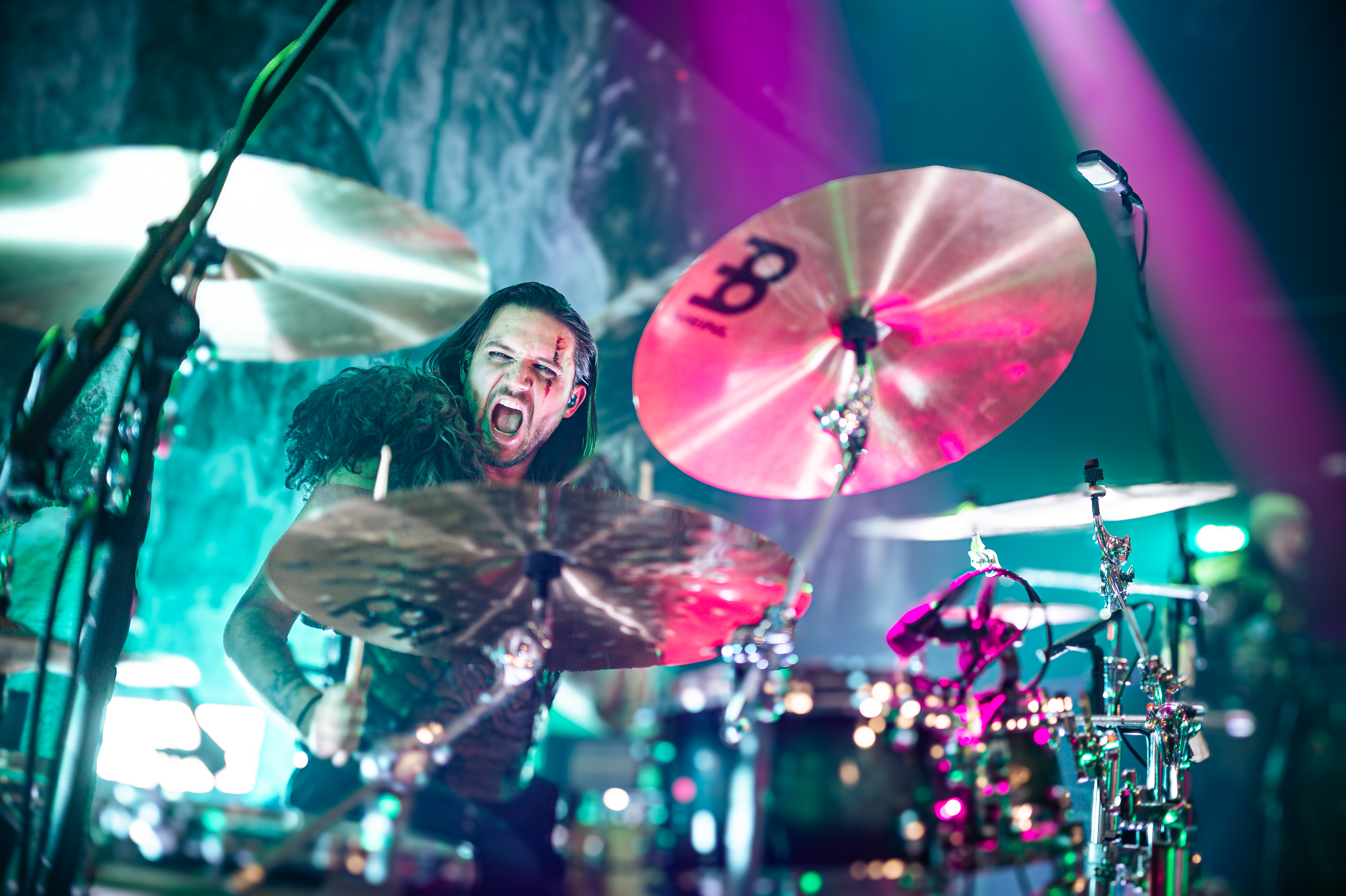
Schlagzeuger Rollo alias Rolf Hering
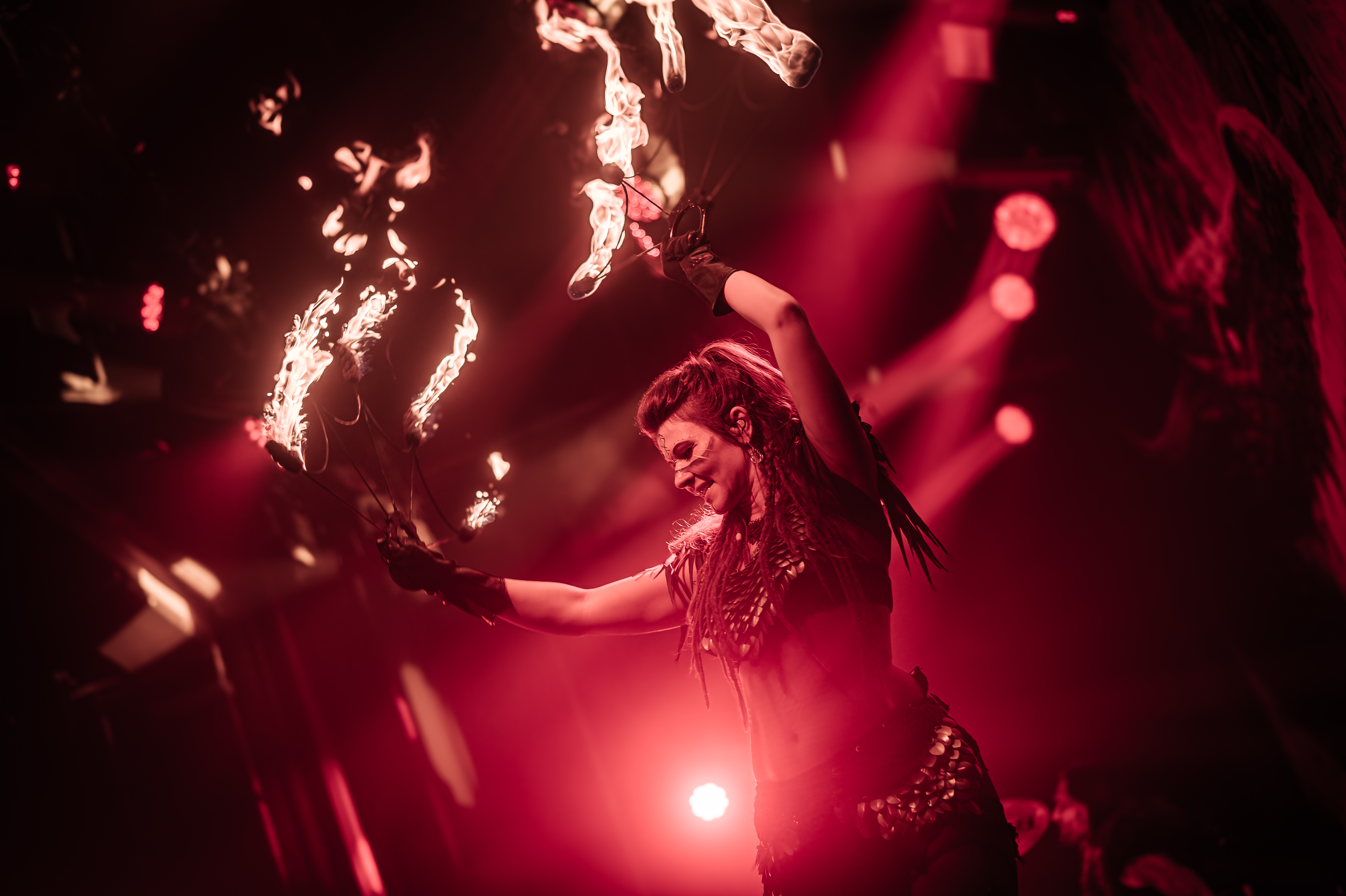
Schildmaid Yennefer alias Jenny Diehl

## Diskografie
Studioalben

| Jahr | Titel Musiklabel                                    | Höchstplatzierung, Gesamtwochen, AuszeichnungChartplatzierungen (Jahr, Titel, Musiklabel, Platzierungen, Wochen, Auszeichnungen, Anmerkungen) | Höchstplatzierung, Gesamtwochen, AuszeichnungChartplatzierungen (Jahr, Titel, Musiklabel, Platzierungen, Wochen, Auszeichnungen, Anmerkungen) | Höchstplatzierung, Gesamtwochen, AuszeichnungChartplatzierungen (Jahr, Titel, Musiklabel, Platzierungen, Wochen, Auszeichnungen, Anmerkungen) | Anmerkungen                              |
| Jahr | Titel Musiklabel                                    | DE | AT | CH | Anmerkungen                              |
| ---- | --------------------------------------------------- | --- | --- | --- | ---------------------------------------- |
| 2005 | Prima Nocte Deaf Shepherd Recordings (Indigo)       | — | — | — | Erstveröffentlichung: 25. November 2005  |
| 2007 | Met und Miezen Deaf Shepherd Recordings (Indigo)    | — | — | — | Erstveröffentlichung: 8. Juni 2007       |
| 2009 | Metvernichter Deaf Shepherd Recordings (Indigo)     | — | — | — | Erstveröffentlichung: 18. September 2009 |
| 2011 | Wunsch ist Wunsch Deaf Shepherd Recordings (Indigo) | DE95 (1 Wo.)DE | — | — | Erstveröffentlichung: 18. März 2011      |
| 2012 | Walhalligalli F.A.M.E. Recordings (Sony)            | DE37 (1 Wo.)DE | — | — | Erstveröffentlichung: 31. August 2012    |
| 2014 | Auf’s Leben! F.A.M.E. Recordings (Sony)             | DE29 (1 Wo.)DE | — | — | Erstveröffentlichung: 19. September 2014 |
| 2016 | Sex is Muss F.A.M.E. Recordings (Sony)              | DE7 (3 Wo.)DE | AT35 (1 Wo.)AT | CH85 (1 Wo.)CH | Erstveröffentlichung: 19. August 2016    |
| 2018 | Methämmer F.A.M.E. Recordings (Sony)                | DE6 (3 Wo.)DE | AT26 (1 Wo.)AT | CH31 (1 Wo.)CH | Erstveröffentlichung: 17. August 2018    |
| 2020 | Das elfte Gebot Napalm Records (UMG)                | DE3 (8 Wo.)DE | AT7 (2 Wo.)AT | CH9 (2 Wo.)CH | Erstveröffentlichung: 26. Juni 2020      |
| 2021 | Memento mori Napalm Records (UMG)                   | DE1 (9 Wo.)DE | AT13 (2 Wo.)AT | CH19 (4 Wo.)CH | Erstveröffentlichung: 30. Dezember 2021  |
| 2023 | Fegefeuer Napalm Records (UMG)                      | DE1 (5 Wo.)DE | AT3 (1 Wo.)AT | CH10 (1 Wo.)CH | Erstveröffentlichung: 21. Juli 2023      |

## Trivia
Ben Metzner und bis 2017 auch Felix Fischer sind bzw. waren ebenfalls Mitglieder der 2015 gegründeten Folk-Rock-Band dArtagnan, für die Hans Platz als Tour-Gitarrist tätig war.
Für das 2021 produzierte Musikvideo zur Coverversion des Manowar-Songs Warriors of the World United diente die Ruine der unterfränkischen Homburg als Kulisse.